# Jean Seznec
Pour les articles homonymes, voir Seznec (homonymie).
Jean Joseph Seznec, né le 18 mars 1905 à Morlaix (Finistère) et mort le 21 novembre 1983 à Chipping Norton (Oxford, Angleterre), est un universitaire français, historien de l’art et de la littérature, qui s’est occupé notamment de mythographie.

## Biographie
Né de parents instituteurs, il fait ses études au collège de Morlaix, où il se lie d’amitié avec le peintre et céramiste breton Pierre Cavellat, puis à l’École normale supérieure. En 1929, il devient membre de l’École française de Rome et travaille avec Émile Mâle, dont il admire la méthodologie. De 1930 à 1933, il enseigne la littérature française à l’université de Cambridge et entre en contact avec les chercheurs du Warburg Institute, notamment Fritz Saxl et Erwin Panofsky. En 1934, il devient professeur de langues anciennes et de français au lycée Thiers à Marseille et lecteur à l’Institut français de Florence, dont il est vice-directeur en 1938. Au moment où la France entre dans la Deuxième Guerre mondiale, en 1939, il sert en tant qu’officier des chasseurs alpins. Il publie cette année-là son œuvre majeure, La Survivance des dieux antiques, en petite édition à Gap. Cet ouvrage, qui n'est réédité qu'après la Libération, est couronné par le prix Fould de l’Académie des inscriptions et belles-lettres en 1948. Après la guerre, Seznec accepte un poste au Department of Romance Languages and Literatures à l’université Harvard, dont il prend la direction en 1949. Pendant cette période, il découvre une série de dessins de Fragonard, dont il établit le catalogue et organise une exposition à la National Gallery of Art de Washington. En 1950, il est nommé Marshal Foch Professor of French Literature à l’université d’Oxford et Fellow of All Souls College, succédant à Gustave Rudler (1872-1957) et restant en poste jusqu’à 1972.
Jean Seznec a reçu les distinctions suivantes : membre de l’American Academy of Arts and Sciences, membre de la Medieval Academy of America, Fellow of the British Academy, officier de la Légion d'honneur, prix du rayonnement français de l’Académie française en 1972, commandeur de l’ordre national du Mérite en 1973.
De son deuxième mariage en 1954 avec Simone Lee, il a eu un fils, Alain Seznec, professeur à l’université Cornell.

## Œuvre
Dans La Survivance des dieux antiques, Seznec montre comment, dans la tradition écrite et picturale, les dieux des Grecs et des Romains ont survécu sous diverses guises au Moyen Âge avant de « revêtir leur forme classique » dans l’art et la littérature de la Renaissance. Il a mené cette recherche sous l’influence des savants du Warburg Institute : Fritz Saxl, Erwin Panofsky et Aby Warburg lui-même.
En 1957, il publie avec Jean Adhémar une édition critique des Salons de Diderot (1759-1781), contribuant ainsi à une meilleure compréhension de l’histoire du goût.
Pendant son séjour à Oxford, Seznec a fait partie de l’Editorial Board et ensuite de l’Advisory Board du périodique French Studies.

## Choix de publications
- La Survivance des dieux antiques. Essai sur le rôle de la tradition mythologique dans l’humanisme et dans l’art de la Renaissance, Studies of the Warburg Institute 11, Londres : The Warburg Institute, 1940 ; 2e éd. Paris : Flammarion 1980, réimpr. 1993
  - trad. anglaise : The Survival of the Pagan Gods. The Mythological Tradition and Its Place in Renaissance Humanism and Art, Barbara F. Sessions (trad.), New York, 1953, réimpr. Princeton, N. J. : Princeton University Press, 1972, 1995
  - trad. allemande : Das Fortleben der antiken Götter. Die mythologische Tradition im Humanismus und in der Kunst der Renaissance. Trad. H. Jatho, 1990
  - trad. espagnole : Los dioses de la Antigüedad en la Edad Media y en el Renacimiento. Trad. Juan Aranzadi, Taurus, Madrid 1983
  - trad. japonaise : ?
- (avec Elizabeth Mongan et Philip Hofer) : Fragonard Drawings for Ariosto, New York : Pantheon Books, 1945
- Essais sur Diderot et l'Antiquité, Oxford : Clarendon Press, 1957
- Marcel Proust et les dieux, Oxford : Clarendon Press, 1962 (Zaharoff lecture)
- (éd., avec Jean Adhémar) : Denis Diderot, Salons, en 4 volumes, Oxford : Clarendon Press, 1957-1966, 2e éd. en 3 volumes 1975-83.
- François-Jacques Guillotte, Mémoire sur la réformation de la police de France, soumis au roi en 1749, éd. Jean Seznec, Paris, Hermann, 1974  (ISBN 2705657738). CR : Thomson Ann, Dix-Huitième Siècle, 1976, n° 8, p. 448-449.